# 桑齋多爾濟
桑斋多尔济（1731年—1778年），蒙古族，喀尔喀蒙古土谢图汗部人，屬博尔济吉特氏。清朝将领，土谢图汗部中右旗扎萨克。他是智勇亲王丹津多尔济之孙，额驸多尔济塞布腾之子，母亲是和硕和惠公主。
雍正九年十月，母亲在生下他的月内逝世。雍正十三年，父亲逝世，随教养于内廷。乾隆三年（1738年），袭喀尔喀土谢图汗部中右旗札萨克多罗郡王。嗣尚郡主，授多罗额驸。乾隆十九年（1754年），署所部副将军。后随定边左副将军亲王成衮扎布驻防鄂尔海喀喇乌苏。乾隆二十年（1755年），随定北将军班第平准噶尔达瓦齐。他在听说阿睦尔撒纳反叛後，率军追击平乱，因功升为亲王。乾隆二十一年（1756年），授北路参赞大臣，和阿尔泰乌梁海总管齐伦（赤伦）一起平定和托辉特部青衮咱卜叛乱。九月，为所部副将军。乾隆二十三年（1758年），到库伦协理俄罗斯边境之事。乾隆二十四年（1759年）正月，督护押解驼马送到乌里雅苏台军营。二月，以茶布交换俄罗斯的马匹。乾隆三十年（1765年），因为私自与俄罗斯互市之罪，削爵，后恢复多罗郡王爵位。子蕴端多尔济袭爵，后任库伦帮办大臣。